# Demeritenhaus
Ein Demeritenhaus (von französisch: démérite ‚Schuld‘), Korrektionshaus oder Priestergefängnis war in der katholischen Kirche eine Disziplinarstrafanstalt für straffällige, verurteilte Geistliche,  oder ein Gefängnis für diejenigen, die wegen eines Verstoßes gegen kirchliche Gesetze zur Haft und zur Buße verurteilt worden waren. Solch ein Geistlicher wurde auch als Demerit bezeichnet. Die Häuser unterstanden bischöflicher Leitung und dienten zur Verbüßung von gegen Geistliche verhängten Freiheitsstrafen, sofern staatsrechtlicherseits für Kleriker strafrechtlich besondere Behandlungen zugestanden wurden.
Dazu war zum Beispiel in den preußischen Maigesetzen geregelt:
1. Die Statuten, die Hausordnung und das Demeritenverzeichnis mussten beim Kultusministerium eingereicht werden.
2. Die Vorsteher von Demeritenhäusern mussten dem Staat gegenüber benannt werden.
3. Die Freiheitsentziehung gegen Kleriker durfte nur mit deren Zustimmung als Disziplinarmittel verwendet werden.
4. Diese durfte drei Monate nicht übersteigen.
5. Ein Freiheitsentziehung durfte nur nach Anhörung der Beschuldigten, durch ein schriftliches mit Gründen versehenes Urteil und nur als Verweisung in ein deutsches Demeritenhaus verhängt werden.

Gegen Laien war Freiheitsentziehung als Disziplinarmittel verboten.
Poenitenten wurden teilweise auch in Klöstern oder seit dem 19. Jahrhundert zunehmend auch in Seminaren untergebracht.
Ähnliche Vorschriften galten für Baden, Sachsen, Österreich und Württemberg. Nach dem Ersten Weltkrieg fielen die Demeritenhäuser fort.